# ガリレオの苦悩
『ガリレオの苦悩』（ガリレオのくのう）は、東野圭吾の推理小説である。ガリレオシリーズ第4弾。2008年10月25日に『聖女の救済』と同時刊行された推理短編小説集である。2011年10月10日には文春文庫より文庫版が発売された。
この作品から、テレビドラマ『ガリレオ』の企画から生まれたキャラクターである内海薫が登場する。本作では湯川に大きく関わってくる事件が多く収録されている。なお、本作収録の「落下る」と「操縦る」は『ガリレオ』の特別編である『ガリレオΦ』の原作となり、他3編は第2シリーズで映像化されている。
ガリレオシリーズの主な登場人物はガリレオシリーズ#登場人物を参照。

## あらすじ

### 第一章・落下る（おちる）
マンションの一室で女性が転落死した。遺体には鍋で殴られた痕跡があり、警察は他殺の可能性もあると見て捜査を開始した。捜査一課が担当することになったこの事件に、被害者の大学の先輩である岡崎光也が、営業で被害者宅を訪れたと申し出た。彼はマンションを出た後しばらく近所にいたと証言し、その後、被害者が転落する場面を目撃した際、ピザ屋の店員とぶつかったというアリバイを主張する。
新人女性刑事の内海薫は、玄関前に女性用の下着が入った宅配便があったことなどから、岡崎が被害者と恋人関係にあると睨み、彼に疑念を抱く。しかし、離れた場所にいた岡崎がどのようにして被害者を転落させたのか、その手口を掴めずにいた。
そこで内海は、以前捜査協力をしていた物理学者の湯川に協力を仰ぐため、草薙に頼み込んで紹介状を書いてもらう。だが、紹介状を受け取った湯川は協力を頑なに拒否する。落胆する内海だったが、事件のトリックに関する自身の仮説を湯川に述べたところ、「価値のない実験はない」という言葉を送られる。その言葉に背中を押された内海は、自らの仮説の検証に挑んでいく。
江島千夏（えじま ちなつ）
マンション転落事件の被害者。銀行に勤務している。
岡崎光也（おかざき みつや）
大型家具店のセールスマン。江島千夏とは大学のテニス同好会で先輩後輩の間柄で、事件前にはベッドのカタログを渡すため江島千夏宅を訪れていた。
三井礼治（みつい れいじ）
「ドレミピザ木場店」の配達員。事件前にピザの配達でマンションを訪れており、その際に岡崎とすれ違っている。

### 第二章・操縦る（あやつる）
かつて「メタルの魔術師」と呼ばれた元帝都大学助教授の友永幸正は、久しぶりに教え子たちと自宅で酒を飲んでいた。幸正が席を外し、教え子たちが話をしていると、離れ家から炎が上がった。離れ家に住んでいたのは幸正の息子である邦宏で、焼け跡から死体となって見つかった。火事による焼死かと思われたが、遺体の状態から刺殺であることが判明。しかし、離れ家は密室。さらに凶器は見つからず、種類も特定できない。
担当の草薙たちが現場に到着すると、そこには湯川がいた。湯川もこの久しぶりの再会に参加する予定であり、その場には間に合わなかったものの、事件の状況は把握していた。偶然事件に巻き込まれた湯川だが、事件の真相を追うにつれ、意外な真実を知ることになる。
友永幸正（ともなが ゆきまさ）
元帝都大学助教授。湯川に実践の重要性を教えた恩師。かつては「メタルの魔術師」と呼ばれていた。被害者の父親であり、娘の奈美恵や息子の邦宏、前妻や亡くなった妻との間に複雑な家庭事情を抱えている。現在は脳梗塞の後遺症のため、車椅子での生活を送っている。
新藤奈美恵（しんどう なみえ）
幸正の内縁の娘。体の不自由な幸正の身の回りの世話をしている。
友永邦宏（ともなが くにひろ）
幸正と前妻の息子。今回の事件の被害者。残酷な人間性の持ち主で、幸正や奈美恵、近隣住民からも敬遠されていた。
紺野宗介（こんの そうすけ）
奈美恵の交際相手。奈美恵の家族関係が原因で、結婚に踏み切れないでいる。

### 第三章・密室る（とじる）
ペンションを経営する友人・藤村から、ある事件に関わる謎の解明を依頼された湯川は、藤村のペンションに招かれる。その謎とは、藤村のペンションの客がガードレール下で転落死した事件を発端とするものだった。事件当日、夕食の頃、藤村が被害者を呼んだが応答はなく、ドアには内側からチェーンが掛かり、窓にも鍵が掛かっていた。二度目に声をかけた際には被害者の気配があったが、しばらくして他の客から窓が開いていると聞いた時には、被害者はすでに失踪しており、転落死していた。藤村は、最初に声をかけた時には鍵が掛かっていた部屋の中にいなかったはずの被害者が、二度目に声をかけた時には部屋にいたという「密室」の謎が気になっていた。
藤村の依頼を受けた湯川は、謎を解明するため周囲への聞き込みを開始する。だが、藤村は必要以上に事件前の周囲の状況を詳しく知ろうとする湯川の詮索を嫌い、最終的に調査を断ってしまう。だが、その翌日、湯川は事件の裏に潜む一つの結論を藤村に告げる。
藤村伸一（ふじむら しんいち）
湯川と草薙の友人で、ペンションの経営者。元商社マン。草薙から湯川の活躍を聞き、ペンションで発生した「密室」の謎の解明を湯川に依頼する。
藤村久仁子（ふじむら くにこ）
藤村の妻。両親は土砂崩れに巻き込まれて亡くなっている。以前はクラブのホステスで、3年前に藤村と親密になり結婚した。
祐介（ゆうすけ）
久仁子の弟。観光協会に勤務している。
原口清武（はらぐち きよたけ）
藤村のペンションの宿泊客。自身の部屋から謎の失踪を遂げた後、転落死している。

### 第四章・指標す（しめす）
家族旅行中、一人で留守番をしていた老女が殺害され、家から金の地金が盗まれ、飼い犬も行方不明になっていた。犯行当日、被害者宅を訪れていた真瀬貴美子に嫌疑がかけられるが、証拠が見つからず捜査は難航した。同僚の岸谷と真瀬家の張り込みをしていた内海は、貴美子の娘・葉月が一人で家を出るのを見かけ、後をつけた。葉月は不法投棄が行われている場所へ行き、洗濯機に捨てられた被害者の飼い犬の死骸を発見する。
内海は葉月から話を聞くが、それはダウジングによって犬の居場所を突き止めたという、にわかには信じられない内容だった。対応に困った薫は湯川に相談を持ちかけ、湯川は真偽を確かめるため、内海に葉月との対面を指示する。
真瀬葉月
中学生。未来を示すという水晶の振り子で、自身の進路を決めている。
真瀬貴美子
保険会社のセールスレディで、葉月の母親。3年前に夫を亡くして以来、一人で葉月を育てている。
碓井俊和
貴美子の上司。仕事の面で貴美子を支援しており、恋人関係でもある。
野平加世子
今回の事件の被害者である老女。夫が遺した金の地金を所有している。

### 第五章・攪乱す（みだす）
警視庁に「悪魔の手」と名乗る人物からの手紙が届いた。それは、自分の意思で自在に人を葬ることができ、近くそのデモンストレーションを行うという予告状であった。そして、そこには「T大学のY准教授」、つまり湯川を意味する名も記されていた。警察が悪戯か本物の予告状か判断しかねていると、当の湯川から草薙に電話がかかってきた。警察に手紙を出したことを湯川にも知らせる手紙が届いたという。犯人が誰なのか、本当の目的が何なのか、警察は何もわからないまま、「悪魔の手」と名乗る人物は動き出す。
その後、「悪魔の手」は奇妙な方法の犯行予告による殺人をはじめ、様々な手を使って警察を翻弄する。しかし、湯川の推理と内海の執念が、犯人のトリックのわずかな綻びからその真実を暴いていく。
悪魔の手
湯川と警察に勝負を挑む謎の人物。
上田重之
ベテランの作業員だったが、ビルの高所作業中に転落し死亡。「悪魔の手」は、彼が自らの手で葬った最初の人物だと宣言している。
石塚清司
首都高速道路を走行中に死亡。彼もまた、「悪魔の手」による被害者だという。
高藤英治
企業の研究部門に勤務していたが、人事異動で研究部門から外され、納得できずに会社を退職した。
河田由真
高藤の交際相手。

## 書誌情報
- 単行本：2008年10月25日[3]、文藝春秋、ISBN 978-4-16-327620-5
- 文庫本：2011年10月10日[2]、文春文庫、ISBN 978-4-16-711013-0